# Nova Barbara
Nova Barbara (łac. Diocesis Novabarbarensis) – stolica historycznej diecezji we Cesarstwie rzymskim w prowincji Numidia zlikwidowana w VII w. podczas ekspansji islamskiej, współcześnie w północnej Algierii. Obecnie katolickie biskupstwo tytularne. 

## Biskupi tytularni
| Lp. | Biskup                    | Funkcja                                          | Od                | Do                   |
| --- | ------------------------- | ------------------------------------------------ | ----------------- | -------------------- |
| 1   | Basil Christopher Butler  | biskup pomocniczy Westminsteru (Wielka Brytania) | 29 listopada 1966 | 20 września 1986     |
| 2   | Jorge Ortiga              | biskup pomocniczy Bragi (Portugalia)             | 9 listopada 1987  | 5 czerwca 1999       |
| 3   | Guillermo Ortiz Mondragón | biskup pomocniczy Meksyku                        | 29 stycznia 2000  | 19 października 2005 |
| 4   | Stephen Tjephe            | biskup pomocniczy Loikaw (Mjanma)                | 19 czerwca 2009   | 15 listopada 2014    |
| 5   | Alberto Vera Aréjula      | biskup pomocniczy Xai-Xai (Mozambik)             | 30 marca 2015     | 25 kwietnia 2018     |
| 6   | Paul Toshihiro Sakai      | biskup pomocniczy Osaki (Japonia)                | 2 czerwca 2018    |                      |